# 小山町立足柄小学校
小山町立足柄小学校（おやまちょうりつ あしがらしょうがっこう）は、静岡県駿東郡小山町竹之下にある公立小学校。

## 沿革
- 1909年（明治42年）12月15日 - 「足柄尋常小学校」として「菅沼足柄尋常小学校」から独立[1]。
- 1911年（明治44年）
  - 3月31日 - 新校舎竣工[1]。
  - 4月3日 - 開校式挙行[1]。
- 1925年（大正14年）3月25日 - 「足柄尋常高等小学校」に改称[1]。
- 1941年（昭和16年）4月1日 - 「足柄国民学校」に改称[1]。
- 1947年（昭和22年）4月1日 - 「足柄村立足柄小学校」に改称[1]。
- 1953年（昭和28年）11月3日 - 全校舎新築竣工し、落成式を挙行する（建坪217坪､ 延412坪､ 普通教室6､ 特別教室4､ 管理室6､ 工費 1,530万円）[1]。
- 1955年（昭和30年）4月1日 - 町村合併により、「小山町立足柄小学校」に改称[1]。
- 1958年（昭和33年）5月15日 - 給食室完成する｡
- 1960年（昭和35年）2月7日 - 創立50周年記念式典挙行[1]。
- 1968年（昭和43年）7月3日 - 運動場拡張工事完成直前に、集中豪雨により石積みが50mにわたり崩壊。そのため、付近の稲田300坪が埋没し、5戸の民家に土砂流入の被害が発生した[1]。
- 1969年（昭和44年）9月21日 - 運動場拡張工事（災害復旧）完成し、竣工式挙行する[1]。
- 1971年（昭和46年）2月15日 - 体育館完成竣工式挙行 (540㎡、604万円)[1]。
- 1972年（昭和47年）8月19日 - 足柄地区プール完成 (870㎡､ 478万円)[1]。
- 1974年（昭和49年）8月7日 - 岡山県勝田郡勝央町の勝間田小学校と姉妹校縁組[1]。
- 1975年（昭和50年）7月14日 - 青少年赤十字に加盟する[1]｡
- 1979年（昭和54年）3月4日 - 創立70周年記念式典挙行[1]。
- 1983年（昭和58年）8月8日 - 神奈川県西部地震で校舎校地に大きな被害を受ける[1]｡
- 1985年（昭和60年）9月4日 - 新校舎起工式[1]。
- 1986年（昭和61年）
  - 4月11日 - 新校舎落成式挙行[1]。
  - 9月30日 - 給食堂完成[1]。
- 1995年（平成7年）11月1日 - 教育機器（パソコン）設置[1]。
- 2009年（平成21年）2月20日 - 創立100周年記念式典挙行[1]。
- 2010年（平成22年）3月1日 - 体育館耐震工事完了[1]。
- 2015年（平成27年）10月31日　- 体育館用外トイレ改築工事完了[1]。
- 2018年（平成30年）
  - 3月30日 - 音楽室床張替工事完了[1]。
  - 9月20日 - 校旗新調し、旧校旗修理[1]。
- 2019年（平成31年）
  - 2月15日 - 創立110周年記念式典を挙行[1]。
  - 3月13日 - 1階3階トイレ改修工事完了[1]。
  - 3月27日 - 2階3階パーテーション取替、網戸取付取付工事[1]。
- 2020年（令和2年）3月31日 - プール塗装工事完了[1]。
- 2021年（令和3年）
  - 3月4日 - プール付属棟改修工事完了[1]。
  - 3月13日 - 階段通路照明器具設置[1]。

## 学校周辺
- 小山町立足柄幼稚園 - 同一敷地内で、進級前幼稚園。
- 地蔵堂川
- 嶽之下宮

## アクセス
- JR御殿場線足柄駅から、徒歩約380m・約6分。
  - なお、小学校から駅まで、直線距離では約150mと近いが、駅入口設置箇所と道路の関係で、大きく遠回りとなる。